# Segundo Cernadas
Pedro Cernadas, más conocido por su nombre artístico Segundo Cernadas (Viedma, 20 de marzo de 1972), es un actor, político y concejal argentino.

## Carrera artística
Cernadas adoptó para su actividad artística el nombre de Segundo en honor a su personaje de ficción favorito, Don Segundo Sombra. En 1996 debutó en televisión, actuando en Montaña rusa, otra vuelta y luego interpretó a un médico casado en 90-60-90 Modelos. En 1997 apareció por tercera vez en telenovelas, en Ricos y famosos, transmitida a varios países.
En 1998 tuvo un año ocupado, después de participar en Milady, La historia continúa, una adaptación televisiva de la ópera argentina homónima,  tuvo un papel Muñeca brava como Pablo Rapallo, hijo de Damián (Norberto Díaz) y primo de Ivo Di Carlo (Facundo Arana).
En 1999 continuó trabajando en Muñeca brava y al año siguiente participó en Los buscas de siempre y Los médicos de hoy, donde de nuevo interpretó a un doctor. Trabajó en Miami y México, pero fue en Perú donde finalmente pudo grabar una telenovela, Todo sobre Camila, con la productora Iguana Producciones y Cisneros Media.[cita requerida] En 2002 retornó a Perú donde protagonizó junto a Gianella Neyra la telenovela Bésame tonto. 
En 2003 trabajó en la serie Dr. Amor en Argentina.
En 2004 trabajó en Filipinas en la telenovela Te amo, maging sino ka man (Te amo, quienquiera que seas);[cita requerida] a fines de dicho año regresó a la Argentina para grabar en 2005 la telenovela Amor en custodia con la televisora Telefe.
Durante 2006 trabajó en Se dice amor, otra telenovela del mismo canal argentino. En 2008 en Colombia interpretó al alter-ego de Valentino (Julián Román) en la telenovela Valentino, el argentino y posteriormente en Panamá.
En 2010 trabajó en Colombia en la telenovela Bella Calamidades producción de RTI Televisión para Telemundo junto con Danna García.En Argentina se transmitió por Canal 9.
En 2010 protagonizó El fantasma de Elena junto a Elizabeth Gutiérrez,dando vida a Eduardo Girón, un multimillonario que está casado con Elena Calcaño (Ana Layevska), viven en una mansión con la hermana gemela de su esposa, Daniela, su hermano Darío (Carlos Montilla), su cuñada Rebeca (Katie Barberi), Corina, la hermana de ésta (Maritza Bustamante), su sobrino Benjamín (Adrián Carvajal) hasta entonces y su medio hermano Montecristo (Fabian Ríos), el cual Eduardo odia a muerte. Pero el supuesto suicidio de Elena, la cual se tira al vacío el día de su boda religiosa le da un vuelco a su vida, un año después de la tragedia que marcó a todos en la familia. En uno de sus viajes conoce a Elena Lafé (Elizabeth Gutiérrez) y es amor a primera vista, se casan y la lleva a vivir a la mansión pero el "Fantasma de Elena".
En 2011 protagonizó una telenovela del canal peruano ATV llamada Ana Cristina, junto a Karina Jordán y Carolina Cano.
También regresó a la televisión argentina con Telefe para ser parte del elenco de Dulce amor, una telenovela coproducida por Telefe y Enrique Estevanez emitida en 2012.Segundo volvió a los villanos, ya que fue el personaje antagónico de esta historia.
A fines de 2013 fue convocado para interpretar al protagonista masculino de Esa mujer,junto a Andrea del Boca en su regreso a las telenovelas, en la Televisión Pública.

## Carrera política
En 2015 incursionó en la política. Renunció a su banca de concejal y fue nombrado como titular de la ANSES de la Agencia General Pacheco. 
En 2017 encabezó la lista para concejales por Cambiemos en el Partido de Tigre y ganó.
En el año 2015, fue nombrado paralelamente a su cargo de concejal de Tigre, como titular de la ANSES en ese municipio, generando fuerte controversia por su falta de experiencia. Diferentes sectores criticaron a Cernadas por haber sido designado en la ANSES gracias a su influencia por ser sobrino de la ministra de Seguridad, Patricia Bullrich.
En 2019 fue el candidato de la gobernadora Eugenia Vidala intendente desde Juntos por el Cambio.
En 2021 ganó la interna de Juntos por el Cambio en las PASO del 12 de septiembre.El 10 de diciembre además de asumir nuevamente como concejal fue elegido presidente del Honorable Concejo Deliberante de Tigre.
En 2023 repitió la candidatura a intendente de Tigre por la coalición Juntos por el Cambio perdiendo nuevamente contra Julio Zamora de Unión por la Patria. Cernadas perdió la presidencia del Concejo Deliberante tras la victoria del oficialismo que recupero la mayoría, finalmente es nombrado vicepresidente primero.

## Televisión
| Año         | Título                        | Personaje                                            | País                                       |
| ----------- | ----------------------------- | ---------------------------------------------------- | ------------------------------------------ |
| 1996        | Montaña rusa, otra vuelta     | Diego                                                | Bandera de Argentina                       |
| 1996        | 90-60-90 Modelos              | Dr. Fabrizio Romero                                  | Bandera de Argentina                       |
| 1997 - 1998 | Ricos y famosos               | Agustín García Méndez                                | Bandera de Argentina                       |
| 1998        | Milady, la historia continúa  | Leandro López Quintana                               | Bandera de Argentina                       |
| 1998 - 1999 | Muñeca brava                  | Pablo Rapallo                                        | Bandera de Argentina                       |
| 2000        | Los médicos de hoy            | Dr. Federico Ezcurra                                 | Bandera de Argentina                       |
| 2000 - 2001 | Los buscas de siempre         | Baby                                                 | Bandera de Argentina                       |
| 2002        | Todo sobre Camila             | Alejandro Novoa                                      | Bandera de Venezuela · Bandera de Perú     |
| 2003        | Bésame tonto                  | Rómulo Martínez Montero                              | Bandera de Perú                            |
| 2003        | Dr. Amor                      | Doctor Fernando Díaz Amor                            | Bandera de Argentina                       |
| 2004        | Te amo, quién quiera que seas | Príncipe Fernando Aragón de Montenegro               | Bandera de Filipinas                       |
| 2005        | El Patrón de la Vereda        | Javier Hoyos                                         | Bandera de Argentina                       |
| 2005 - 2006 | Se dice amor                  | Rodrigo García Pueyrredon                            | Bandera de Argentina                       |
| 2008        | Valentino, el argentino       | Alter ego de Valentino                               | Bandera de Argentina · Bandera de Colombia |
| 2009        | Pasión morena                 | Óscar Salomón                                        | Bandera de México                          |
| 2009 - 2010 | Bella Calamidades             | Marcelo Machado Cardona / Asdrúbal Machado           | Bandera de Colombia                        |
| 2010        | El fantasma de Elena          | Eduardo Giron                                        | Bandera de Estados Unidos                  |
| 2011        | Ana Cristina                  | Gonzalo de Ribera Martinelli/Óscar de Ribera (Joven) | Bandera de Perú                            |
| 2012 - 2013 | Dulce amor                    | Pedro Lorenzo Amador                                 | Bandera de Argentina                       |
| 2013 - 2014 | Esa mujer                     | Ignacio "Nacho" Acevedo                              | Bandera de Argentina                       |
| 2015        | Escape perfecto               | Él mismo (Especial famosos)                          | Bandera de Argentina                       |

## Teatro
| Año  | Obra             | Personaje |
| ---- | ---------------- | --------- |
| 2005 | Llenar un pijama | Edelmiro  |

## Vida personal
En 2004 se casó con la actriz peruana Gianella Neyra, tuvieron un hijo, Salvador, nacido en 2008.
En septiembre de 2011 se separó de su mujer, después de siete años de matrimonio y fue tapa de la revista Prontoen su edición 789.
En 2018 se casó con la sanjuanina Sofía Bravo, tuvieron dos hijas: Isabel, nacida el 27 de diciembre de 2019 y Jacinta que nació el 19 de abril de 2021.